# ال پنون (کوندینامارکا)
ال پنون (انگلیسی: El Peñón, Cundinamarca) نام یک منطقه مسکونی در کلمبیا است.